# Multitrayecto
En telecomunicaciones, multitrayecto es un fenómeno consistente en la propagación de una onda por varios caminos diferentes. Ello se debe a los fenómenos de reflexión y de difracción.
Dependiendo de la modulación utilizada, los efectos del multitrayecto pueden ser perjudiciales, o pueden ser aprovechados.
La modulación OFDM es apropiada para aprovechar las múltiples contribuciones que llegan al receptor en una propagación por multitrayecto, mientras que otras modulaciones digitales sufren interferencia entre símbolos.
- Datos: Q6026187